# سیارک ۲۵۸۶۴
سیارک ۲۵۸۶۴ (به انگلیسی: 25864 Banic، نامگذاری:2000GR82) بیست و پنج هزار و هشتصد و شصت و چهارمین سیارک کشف شده‌است که در ۸ آوریل ۲۰۰۰ کشف شد.
قدر مطلق سیارک برابر ۱۸.۶ است.